# Scolelepis westoni
Scolelepis westoni är en ringmaskart som beskrevs av Maciolek 1986. Scolelepis westoni ingår i släktet Scolelepis och familjen Spionidae. Inga underarter finns listade i Catalogue of Life.